# Xarxa social acadèmica
La xarxa social acadèmica permet crear continguts divulgatius o multimèdia, ressenyes a articles, notes de premsa, infografies, etc. i compartir-los a les xarxes, donant visibilitat a la recerca i a posicionar-se com a expert en una determinada matèria. Així es pot difondre la recerca, contactar amb altres col·legues, publicitar o assabentar-se d'activitats acadèmiques, seguir grups, compartir opinions i referències bibliogràfiques, etc. Aquestes xarxes socials generen una sèrie de mètriques alternatives sobre l'ús i rendiment intern dels perfils d'usuaris i els continguts que produeixen i afegeixen dins de cada plataforma. Per optimitzar l’activitat en aquestes xarxes, la UOC recomana:
- Incloure en el perfil l’identificador d’autor. Algunes xarxes permeten importar i exportar les referències als articles i obtenir així, estadístiques d’ús.
- Definir els interessos i àmbits de coneixement per a obtenir recomanacions de documents, recursos o informació relacionada amb els temes triats.
- Participar en grups, generar conversa i interactuar amb els altres membres de la xarxa.

És important comprovar les polítiques editorials de les revistes on has publicat la teva recerca, per exemple al portal Sherpa/Romeo. No totes permeten dipositar i compartir els articles a les xarxes. Per exemple, encara que siguem els autors, no podem compartir el text complet del nostre article si al contracte que hem firmat amb la revista que ho ha publicat així ho especifica.
Existeixen diferents opcions de xarxes socials acadèmiques: 
- Mendeley,
- Academia.edu,
- ResearchGATE
- Publons
- MyscienceWork